# Bordtennis vid olympiska sommarspelen 2020
Bordtennis vid olympiska sommarspelen 2020 arrangerades mellan 24 juli och 6 augusti 2021 i Tokyo Metropolitan Gymnasium i Tokyo i Japan. På programmet fanns singeltävlingar och lagtävlingar för damer och herrar samt den nya grenen mixeddubbel.
Tävlingarna skulle ursprungligen ha hållits mellan 25 juli och 7 augusti 2020 men de blev uppskjutna på grund av Covid-19-pandemin.

## Medaljsammanfattning
| Gren                             | Guld                             | Silver                                         | Brons                                       |
| Damsingel Detaljer...            | Chen Meng Kina                   | Sun Yingsha Kina                               | Mima Ito Japan                              |
| Damernas lagtävling Detaljer...  | Kina                             | Japan                                          | Hongkong                                    |
| Damernas lagtävling Detaljer...  | Chen Meng Sun Yingsha Wang Manyu | Mima Ito Kasumi Ishikawa Miu Hirano            | Doo Hoi Kem Lee Ho Ching Minnie Soo Wai Yam |
| Herrsingel Detaljer...           | Ma Long Kina                     | Fan Zhendong Kina                              | Dimitrij Ovtcharov Tyskland                 |
| Herrarnas lagtävling Detaljer... | Kina                             | Tyskland                                       | Japan                                       |
| Herrarnas lagtävling Detaljer... | Fan Zhendong Ma Long Xu Xin      | Timo Boll Patrick Franziska Dimitrij Ovtcharov | Jun Mizutani Koki Niwa Tomokazu Harimoto    |
| Mixeddubbel Detaljer...          | Japan                            | Kina                                           | Kinesiska Taipei                            |
| Mixeddubbel Detaljer...          | Jun Mizutani Mima Ito            | Xu Xin Liu Shiwen                              | Lin Yun-ju Cheng I-ching                    |

Denna tabell: visa • redigera

## Medaljtabell
| Pl.    | Nation           | Guld | Silver | Brons | Totalt |
| ------ | ---------------- | ---- | ------ | ----- | ------ |
| 1      | Kina             | 4    | 3      | 0     | 7      |
| 2      | Japan            | 1    | 1      | 2     | 4      |
| 3      | Tyskland         | 0    | 1      | 1     | 2      |
| 4      | Hongkong         | 0    | 0      | 1     | 1      |
| 4      | Kinesiska Taipei | 0    | 0      | 1     | 1      |
| Totalt | Totalt           | 5    | 5      | 5     | 15     |

### Fotnoter
1. ↑  (16 juni 2021). Table Tennis Competition Schedule. Arkiverad 3 juli 2021 hämtat från the Wayback Machine. olympics.com. Läst 24 juni 2021.
2. ↑  Table Tennis. tokyo2020.org. Läst 8 oktober 2019.
3. ↑  (Program från 31 juli 2019). Olympic Competition Schedule. tokyo2020.org. Läst 7 oktober 2019.
4. ↑  (30 mars 2020). IOC, IPC, Tokyo 2020 Organising Committee and Tokyo Metropolitan Government announce new dates for the Olympic and Paralympic Games Tokyo 2020. IOK. Läst 24 juni 2021.
5. 1 2 3 4 5  (6 augusti 2021). Table Tennis – Medallists by Event. olympics.com. Läst 6 augusti 2021.